# Laurent Perrin
Pour les articles homonymes, voir Perrin.
Laurent Perrin est un réalisateur et scénariste français, né le 28 avril 1955 à Boulogne-Billancourt et mort le 9 février 2012 à Paris,.

## Biographie
Laurent Perrin fut l'un des expérimentateurs du Super 8 en France, il crée pour ce faire, avec ses amis Philippe Dodet et Okacha Touita en 1974, les Films du chou-fleur (parce que quand on le coupe en deux il ressemble à un cerveau humain), il fait son premier film amateur Super8 en 1969.[réf. souhaitée]
Laurent Perrin fait partie de la « deuxième vague » de la Nouvelle Vague : il commence aux Cahiers du cinéma avec Olivier Assayas dans les années 1970. D'inspiration rohmerienne, son premier long métrage, Passage secret, est tourné sur les toits de Paris, avec de petits moyens, en 1984. C'est la dernière apparition à l'écran du visage diaphane de Dominique Laffin qui meurt avant la sortie du film.
Laurent Perrin est un passionné de cinéma et un grand défricheur de talents d'acteurs : Simon de La Brosse, Jean-Claude Adelin pour les acteurs, Anne Brochet ou Jessica Forde, pour les comédiennes.
Il est aussi un amateur de rock, de jazz (Jimmy jazz avec Fabrice Luchini) et puise son inspiration dans sa curiosité éclectique pour la littérature, qu'il partage avec ses amis écrivains : Claude Arnaud, Emmanuel Carrère et Michka Assayas. Il a réalisé quatre films avant de « prendre le maquis ». Il recycle alors son talent dans des documentaires pour les chaînes du câble. Vocation cinéaste est un film plein de fidélité pour les réalisateurs qu'il a aimés.

## Filmographie

### Comme réalisateur

#### Longs métrages
- 1984 : Passage secret
- 1986 : Buisson ardent
- 1991 : Sushi Sushi
- 2000 : 30 ans

#### Documentaires, séries, films courts, films TV
- 1981 : Scopitone
- 1982 : Jimmy jazz
- 2005 : Valleti, travail en cours
- 2006 : Vocation cinéaste
- 2007 : Dominique Laffin, portrait d'une enfant pas sage
- 2010 : Jean Herman qui deviendra Vautrin
- 2010 : Il était une fois King Kong

### Comme scénariste
- 1984 : Passage secret
- 1991 : Sushi Sushi
- 2000 : 30 ans

### Comme assistant réalisateur
- 1977 : Le Prince et le pauvre (Crossed Swords) de Richard Fleischer
- 1980 : Les Ailes de la colombe de Benoît Jacquot

### Comme producteur
- 1984 : Passage secret